# Argentina en los Juegos Olímpicos de Lake Placid 1980
Argentina participó en los Juegos Olímpicos de Lake Placid 1980, con una delegación de 13 atletas (masculinos) que compitieron en 3 deportes. El portador de la bandera en la ceremonia de apertura fue Abel Carlos Balda.
El equipo olímpico argentino no obtuvo medallas en estos Juegos.

## Biatlón
Masculino
| Atleta                                               | Evento             | Fallos     | Tiempo     | Posición   |
| ---------------------------------------------------- | ------------------ | ---------- | ---------- | ---------- |
| Raúl Abella                                          | 10 km              | 5          | 44:40,55   | 47         |
| Raúl Abella                                          | 20 km              | No terminó | No terminó | No terminó |
| Luis Ríos                                            | 10 km              | 5          | 44:51,18   | 48         |
| Luis Ríos                                            | 20 km              | 21         | 1:55:26,50 | 47         |
| Jorge Salas                                          | 10 km              | 6          | 47:12,58   | 49         |
| Jorge Salas                                          | 20 km              | No terminó | No terminó | No terminó |
| Luis Ríos Jorge Salas Raúl Abella Demetrio Velázquez | Relevos 4 x 7.5 km | No terminó | No terminó | No terminó |

## Esquí alpino
Masculino
| Atleta             | Evento          | 1.ª manga          | 1.ª manga          | 2.ª manga  | 2.ª manga  | Total     | Total     |
| Atleta             | Evento          | Tiempo             | Posición           | Tiempo     | Posición   | Tiempo    | Posición  |
| ------------------ | --------------- | ------------------ | ------------------ | ---------- | ---------- | --------- | --------- |
| Iván Bonacalza     | Eslalon         | 1:03,23            | 33                 | 1:00,38    | 30         | 2:03,61   | 29        |
| Janez Flere        | Descenso        | —                  | —                  | —          | —          | 1:59,01   | 37        |
| Janez Flere        | Eslalon gigante | 1:28,27            | 45                 | 1:30,12    | 42         | 2:58,39   | 40        |
| Guillermo Giumelli | Descenso        | —                  | —                  | —          | —          | 2:00,10   | 38        |
| Guillermo Giumelli | Eslalon         | Tiempo desconocido | Tiempo desconocido | No terminó | No terminó | No avanzó | No avanzó |
| Guillermo Giumelli | Eslalon gigante | 1:30,62            | 49                 | 1:31,64    | 44         | 3:02,26   | 44        |
| Ricardo Klenk      | Eslalon         | 1:04,67            | 36                 | 1:00,16    | 29         | 2:04,83   | 31        |
| Marcelo Martínez   | Descenso        | —                  | —                  | —          | —          | 1:58,04   | 36        |
| Marcelo Martínez   | Eslalon gigante | 1:31,17            | 51                 | 1:34,41    | 47         | 3:05,58   | 46        |
| Norberto Quiroga   | Descenso        | —                  | —                  | —          | —          | 1:54,31   | 31        |
| Norberto Quiroga   | Eslalon         | 1:05,09            | 37                 | 57,82      | 26         | 2:02,91   | 27        |
| Norberto Quiroga   | Eslalon gigante | 1:27,16            | 41                 | 1:28,49    | 36         | 2:55,65   | 37        |

## Esquí de fondo
Masculino
| Atleta              | Evento | Tiempo     | Posición |
| ------------------- | ------ | ---------- | -------- |
| Marcos Luis Jerman  | 15 km  | 52:02,42   | 56       |
| Marcos Luis Jerman  | 30 km  | 1:47:56,17 | 50       |
| Martín Tomás Jerman | 15 km  | 53:38,47   | 60       |
| Matías José Jerman  | 15 km  | 55:50,61   | 61       |